# Hochschul-Brauerei

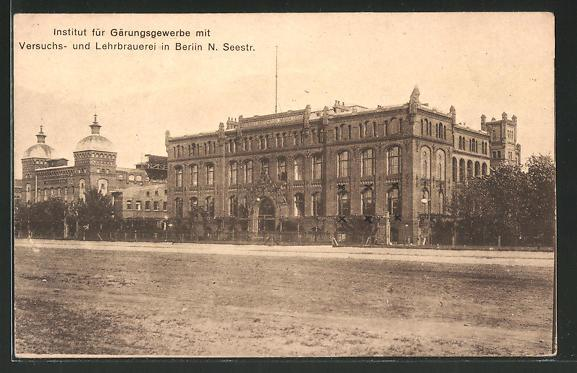
Das Institut für Gärungsgewerbe mit der Alten Mälzerei links um 1910

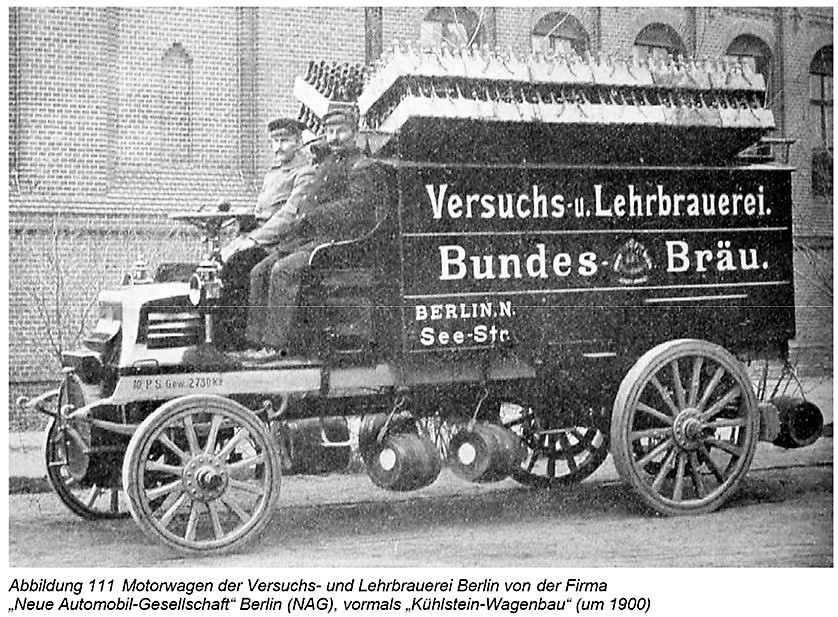

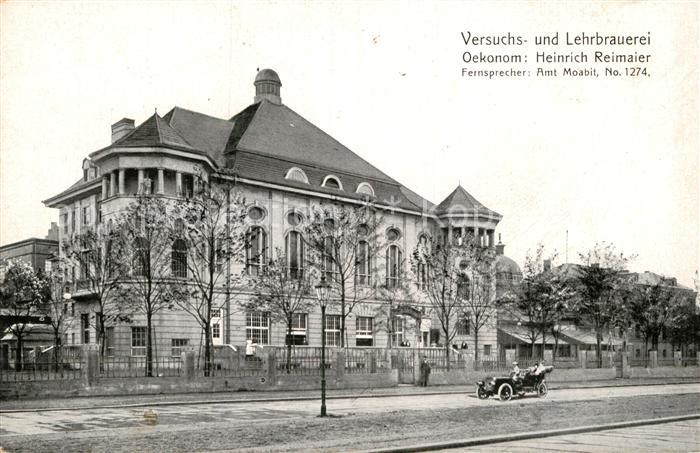
Der Brauereiausschank in der Amrumer Straße vor 1920

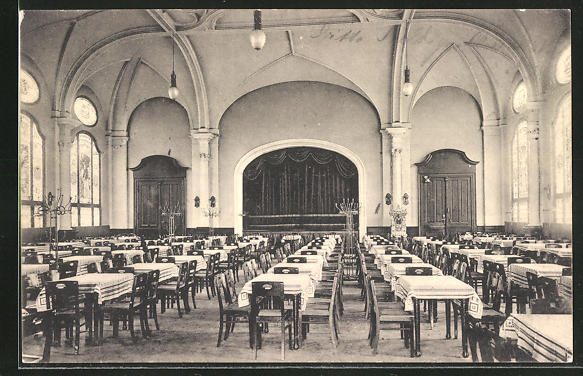
Der Saal des Brauereiausschanks

Die Hochschulbrauerei, ursprünglich  Versuchs- und Lehrbrauerei des Instituts für Gärungsgewerbe, war eine Brauerei im Berliner Ortsteil Wedding. Sie existierte von 1891 bis 1981. Angeschlossen an die Versuchs- und Lehranstalt für Brauerei (VLB) war die Brauerei jedoch eine unabhängige Institution. Land und Gebäude der Bierbrauanstalt gehörten dem preußischen Staat bzw. später dem Land Berlin, während das Institut für Gärungsgewerbe den Unterhalt bestritt, dafür aber auch die Einnahmen der Brauerei bekam. Neben der Produktion vieler verschiedener Biersorten war auch der Brauereiausschank der Brauerei bekannt, in dessen Saalbau und späteren Festsälen Veranstaltungen vom ADAC-Ball bis hin zu Versammlungen der SEW stattfanden.

## Geschichte
Kurz nach Gründung der Versuchs- und Lehranstalt für Brauerei (VLB) in Berlin entstanden Pläne, für die Institution eine eigene Versuchs- und Lehrbrauerei zu eröffnen. Die Kosten teilten sich die Brauindustrie und der preußische Staat, wobei letzterer auch das Grundstück zur Verfügung stellte: Seestraße/Amrumer Straße im damaligen Gutsbezirk Plötzensee.
Die Grundsteinlegung für die ersten Gebäude erfolgte am 22. September 1889. Die Bauzeit betrug 16 Monate. Der Braubetrieb begann im Januar 1891. Der erste Sud Bundesbräu wurde am 20. Mai 1891 angezapft. Nach der Fertigstellung fiel das Gebäude und seine Einrichtung an den Staat, als Eigentümer der VLB ist die Königliche Landwirtschaftliche Hochschule Berlin genannt. Die Brauerei beschäftigte anfangs mindestens fünf Personen, die ihren Wohnsitz in einem der Gebäude hatten: einen Ingenieur, einen Braumeister, einen Ökonomen, einen Laboratoriums-Diener, einen Chemiker; sie erhielt das freie Nutzungsrecht an den Gebäuden. Ursprünglich waren eine untergärige und eine obergärige Abteilung geplant, die obergärige Abteilung im originalen Bau wurde aber nicht fertiggestellt.
Die Brauerei auf dem oben genannten Eckgrundstück in Berlin-Wedding nahm 1891 ihren Betrieb auf. Das Grundstück lag Ende des 19. Jahrhunderts noch in den dünn besiedelten Außenbezirken Berlins. Nur wenige Jahre später siedelte sich die gesamte Versuchs- und Lehranstalt für Brauerei dort an. Die Bezeichnung Hochschul-Brauerei, später Hochschulbrauerei, kam etwa 1896/1897 auf und wurde in den folgenden Jahrzehnten auch in der Außendarstellung der Brauerei selbst verwendet.
Bis 1908 erfolgte der erste Aus- und Anbau; es entstanden vor allem die Anlagen für obergäriges Bier, ein neues Sudhaus und ein neues Kesselhaus, erstmals eine eigene Mälzerei sowie ein Festsaal für größere Veranstaltungen. Bis 1928 steigerte die Hochschulbrauerei ihre Kapazität und erreichte 1928 mit produzierten 48.000 Hektoliter das Maximum ihrer Geschichte.
Ein Bombenangriff 1943 zum Ende des Zweiten Weltkriegs zerstörte einen Großteil der Gebäude. Die noch vorhandenen technischen Anlagen wurden in verschiedene Berliner Brauereien ausgelagert, die Mitglied im VLB waren. 1946 nahm die Brauerei improvisiert den Betrieb wieder auf, bis 1947 produzierte sie 10.000 Hektoliter Dünnbier. Abnehmer waren die französischen Streitkräfte in Berlin.
Zwischen 1954 und 1958 erfolgte der Wiederaufbau der Brauerei, unter anderem mit Rekonstruktion von Keller, Mälzerei und Festsaal. Im Jahr 1958 nahm gleichfalls die wesentlich kleinere Studienbrauerei im Dachgeschoss der Hochschulbrauerei die Bierproduktion auf. Diese Einrichtung stand Studenten für eigene Versuche und Experimente zur Verfügung. Sie zog danach mehrfach um, überlebte aber die Schließung der Hochschulbrauerei und existiert bis heute (Stand Herbst 2015).
Da den Betreibern Anfang der 1970er Jahre eine zeitgemäße Modernisierung als zu aufwendig erschien, wurde 1972 zunächst die Mälzerei stillgelegt, das Malz wurde zugekauft. In den 1970ern sank der Absatz des Hochschul-Bieres, während gleichzeitig, unter anderem durch die Ölkrise, die Kosten stiegen. Mehrere Modernisierungskommissionen kamen zu keinem Ergebnis, so dass selbst ein 1978 zugesagter Kredit der Stadt Berlin zur Modernisierung des Geländes nicht mehr in Anspruch genommen wurde. Im März 1981 erfolgte schließlich die gänzliche Schließung der Hochschul-Brauerei.

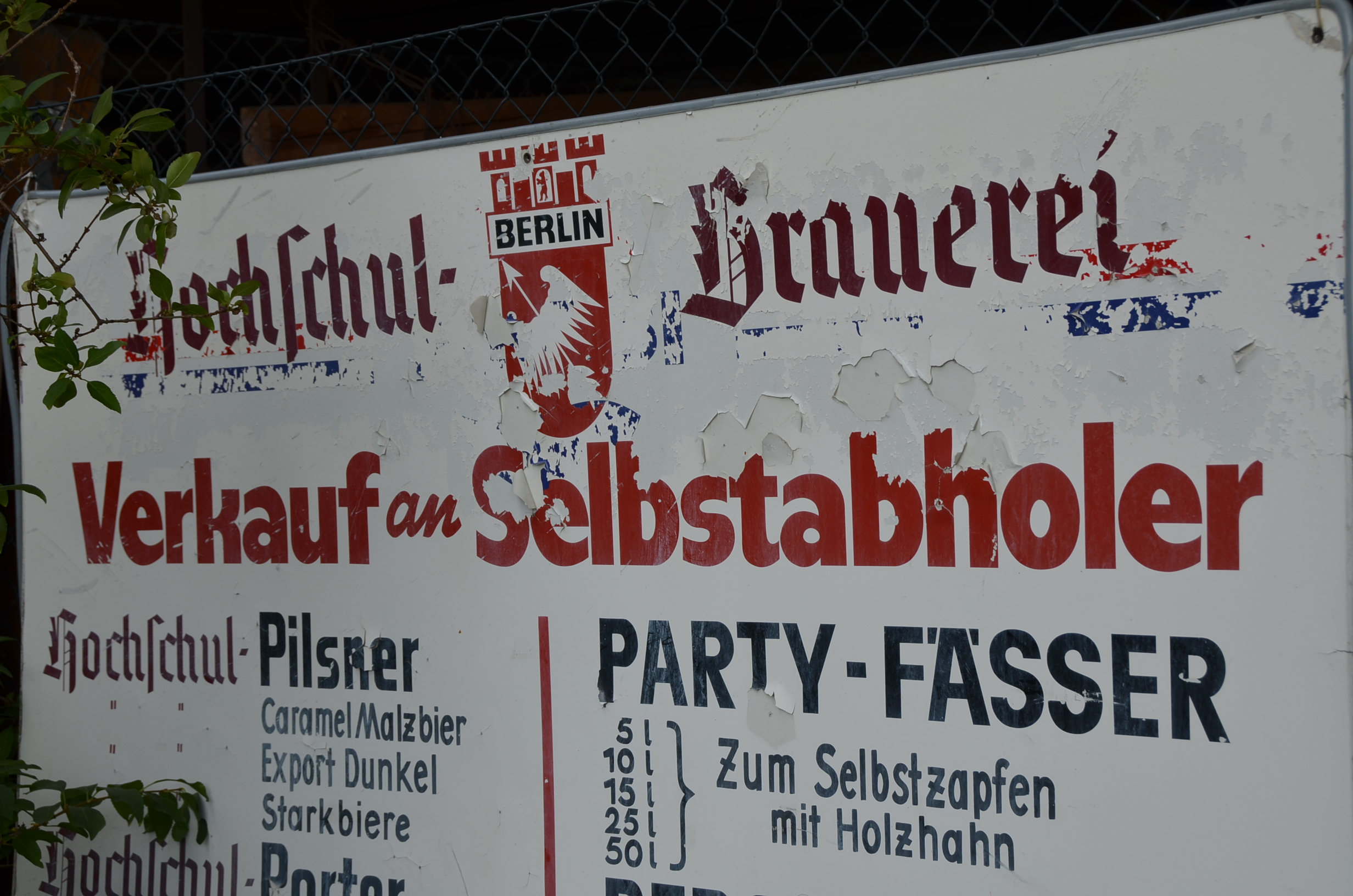
Das letzte Relikt der Hchschulbrauerei am Zunfthaus der Berliner Brauer

## Bier

Spezialglas für Berliner Weisse

Dem Charakter einer Forschungseinrichtung entsprechend produzierte die Hochschulbrauerei viele verschiedene Biersorten, die nur regional verbreitet (wie Grätzer, Porter) oder ganz experimentell waren. Sie warb mit ihren Eigenmarken, ursprünglich dem Bundes-Bräu, später dann dem Hochschul-Bräu, und dem Slogan „Hochgenuß!“.

## Gebäude

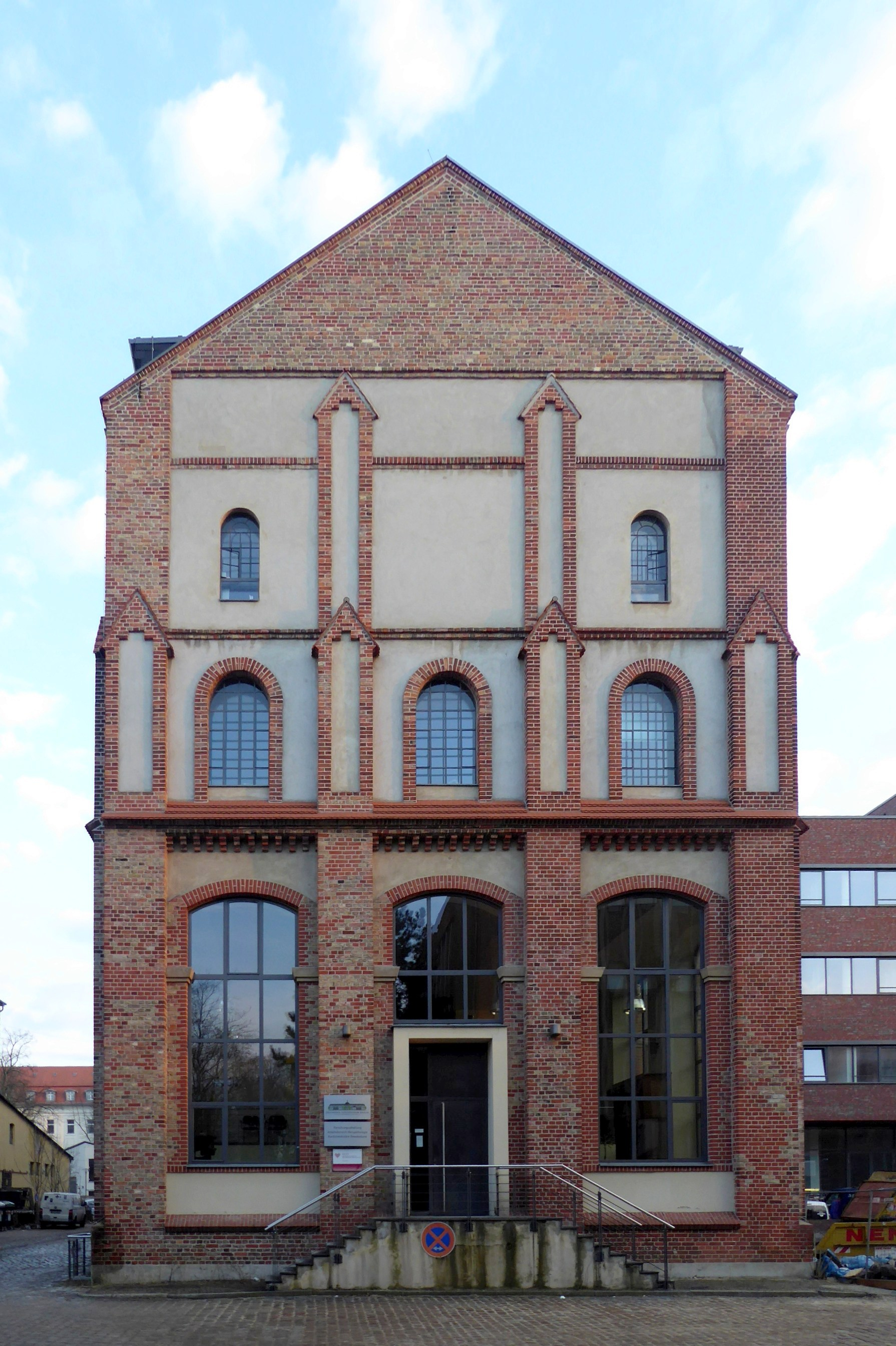
Das ehemalige Sudhaus

Das Sudhaus ist ein gotisierendes Backsteingebäude. Errichtet Anfang des 20. Jahrhunderts, wurde es im Zweiten Weltkrieg schwer zerstört und danach vereinfacht wieder errichtet. Seit dem Jahr 2000 befinden sich Labore des Deutschen Herzzentrums im ehemaligen Sudhaus.
Das Kellereigebäude mit Studienbrauerei wurde Anfang des 20. Jahrhunderts errichtet und war eine Stahlskelettkonstruktion. Hier befanden sich ursprünglich Gär- und Lagerkeller der Hochschulbrauerei, die Abfüllanlagen und weitere Lagerräume. Seit dem Ende der Hochschulbrauerei nutzte die Studienbrauerei eine Etage. Eine Besonderheit war der Boxring im Erdgeschoss. In den 2000er Jahren beschloss der Senat von Berlin einen umfassenden Neu- und Umbau der VLB Berlin, die Kellerei sollte jedoch abgerissen werden.
Die Mälzerei wurde vor 1906 errichtet, 1957–1960 erneuert und mit dem Anbau der Versuchslikörfabrik versehen. Charakteristisch für das teilweise verklinkerte Gebäude ist der runde Treppenturm. Genutzt wird das Gebäude zu Beginn des 21. Jahrhunderts überwiegend von der Preussischen Spirituosen Manufaktur und bis 2017 von der Verpackungsprüfstelle der VLB. Auf der von der Seestraße abgewandten Seite des Gebäudes befindet sich die Kantine der VLB.
Der Festsaal wurde 1956 neu gebaut. Später zogen dort das Tanzlokal Joe am Wedding und schließlich die Diskothek Krahl ein. Das Veranstaltungsgebäude ist ebenfalls für einen Abriss freigegeben, der bis Ende 2015 abgeschlossen war. In den Jahrzehnten seines Bestehens hatten hier zahlreiche Veranstaltungen stattgefunden. Organisationen wie die Sozialistische Einheitspartei Westberlins und die Deutsche Friedensgesellschaft, die Zeugen Jehovas, Karnevals-Vereine gehörten zu den Nutzern, sogar ein ADAC-Ball Berlin fand hier statt.

## Nach der Betriebseinstellung

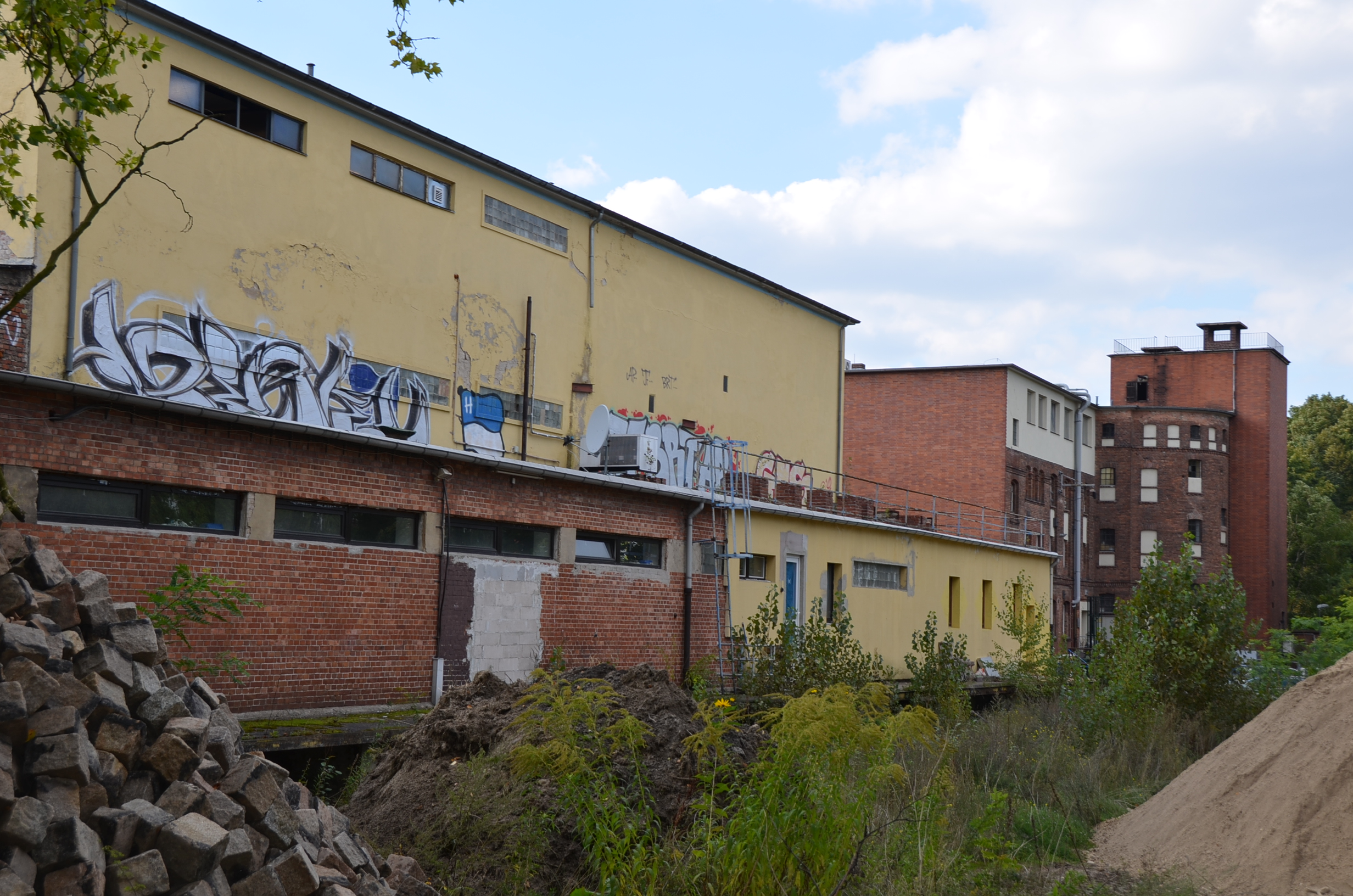
Kellereigebäude

Nachdem die Hochschulbrauerei 1981 ihren Betrieb eingestellt hatte, lebte der Markenname noch einige Jahre weiter. 1980 gründete sich die Hochschul-Brauerei GmbH, die 1982 komplett an die Berliner Engelhardt-Brauerei verkauft wurde. Diese allerdings löste die Hochschul-Brauerei GmbH bereits 1984 auf. So verschwand der Name endgültig aus dem Berliner Brauereiwesen.
Die Gebäude der Hochschulbrauerei wurden in Teilen noch durch die VLB genutzt. Das Sudhausgebäude wurde 1999 an das Deutsche Herzzentrum verpachtet, das dort heute Labore beherbergt.
Im September 2019 begann der Abriss des Kellereigebäudes der Hochschul-Brauerei.